# Жигалова, Александра Павловна
Алекса́ндра Па́вловна Жига́лова (15 сентября 1929, с. Стрелецкое, Белгородская область, СССР — 18 декабря 2023, Оренбург, Россия) — советская и российская актриса театра. С 1960 года работала в Оренбургском областном драматическом театре имени М. Горького. Народная артистка Российской Федерации (1999).

## Биография
Родилась 15 декабря 1929 года в селе Стрелецкое Белгородской области. В 1946 году окончила среднюю школу в городе Белгород, начала свой творческий путь актрисы во вспомогательном составе труппы Белгородского театра драмы им. Щепкина.
В 1960 году была принята в труппу Оренбургского областного драматического театра имени М. Горького, где прослужила более 50 лет.
Скончалась 18 декабря 2023 года на 95-м году жизни, в Оренбурге.

## Театральные работы
- «Отец» А. Стриндберг — Кормилица
- «Великодушный рогоносец» Ф. Кроммелинк — Кормилица Романи
- «Три сестры» А. П. Чехов — Анфиса
- «Прощальная гастроль князя К.» по Ф. М. Достоевскому — Фелисата Михайловна
- «Очень простая история» М. Ладо — Лошадь Сестричка
- «Невидимый любовник» В. Газенклевер — Дама
- «Бесталанная» И. Карпенко-Карый — Явдоха
- «Клинический случай» Р. Куни — Мамаша
- «Берег неба» В. Асовский, Л. Зайкаускас по мотивам произведений Тонино Гуэрры — Почтальон
- «Ричард III» У. Шекспир — Герцогиня Йоркская, мать короля Эдуарда IV, Кларенса и Глостера

## Звания и награды
- Заслуженная артистка РСФСР (1967)
- Народная артистка Российской Федерации (26 января 1999 года) — за большие заслуги в области искусства[1]
- Орден Дружбы народов (22 августа 1986 года)
- Благодарность Министра культуры и массовых коммуникаций Российской Федерации (30 августа 2006 года) — за многолетний плодотворный труд, значительный вклад в развитие театрального искусства Оренбуржья и в связи с 150-летием со дня основания Оренбургского государственного областного драматического театра им. М.Горького[5].
- Премия губернатора Оренбургской области «Оренбургская лира» (2003) — «за выдающиеся заслуги в области литературы и искусства».
- Благодарность губернатора Оренбургской области — за вклад в развитие культуры Оренбуржья.